# Baldini e Simoni
Baldini e Simoni è una serie televisiva italiana del 1999 diretta da Stefano Sarcinelli e Ranuccio Sodi.

## Trama
La serie ha inizio quando Michele Baldini (Roberto Citran), giornalista sportivo esperto-maniaco di basket dall'aria sprovveduta, decide di convivere con Anna Simoni (Mariella Valentini), brillante avvocato in carriera. A loro due si aggiungono, sotto lo stesso tetto: il ventenne Lorenzo (Adelmo Togliani), il figlio ipocondriaco di lui; la diciottenne Emanuela (Isabella Pruner), la figlia esuberante di lei; in mezzo, si inserisce la colf sudamericana Marcelina (Caterina Sylos Labini), appassionata di calcio per la quale Michele è “il Mister”; mentre Marco (Vincenzo Crivello) è il negoziante di fiducia della famiglia. Con l'aggiunta di una galleria di personaggi diversi, dal musicante messicano al santone, dal detective al venditore di mozzarelle, la vita quotidiana del nuovo nucleo familiare scorre tra sorprese e baruffe, dando vita a situazioni tragicomiche.

## Personaggi e interpreti
- Michele Baldini, interpretato da Roberto Citran. È un giornalista sportivo esperto di basket, eterno ragazzo, il coraggio non è il suo forte. Sua madre gli appare continuamente in sogno per consigliarlo. Conosce a memoria tutte le formazioni delle squadre di tutti i paesi e di tutti i tempi, ma non si ricorda mai la data di nascita del figlio.
- Anna Simoni, interpretata da Mariella Valentini. È un avvocato civilista, bionda e sensuale, sensibile e pragmatica, abituata ad affrontare la vita con piglio. Ha una sorella: Claudia, che cambia fidanzato ogni settimana, ed è segretamente invaghita dell'ex marito di Anna. È una madre moderna e democratica: instancabile lavoratrice, è sempre alle prese con situazioni matrimoniali da risolvere.
- Lorenzo Baldini, interpretato da Adelmo Togliani. È il figlio di Michele. Studente di canto, è ipocondriaco e le idee di Emanuela gli scatenano una strana allergia: bolle sulle braccia e sulla schiena. Gira per casa con la borsa dell'acqua calda, ascoltando Mozart e Mussorgski. Ama Veronica, un'amica di Emanuela. Il suo fidato amico è  Marco, un suo ex compagno di scuola.
- Emanuela Simoni, interpretata da Isabella Pruner. È la figlia di Anna, è una studentessa e frequenta lo stesso istituto di Lorenzo. Spigliata e loquace, segue tutte le mode: il suo hobby è il cubo delle discoteche, oltre alla collezione di peluche. Si innamora spesso: il suo tipo ideale è più muscoli che cervello.
- Marcelina Rodriguez, interpretata da Caterina Sylos Labini. È la colf di casa Baldini, viene dal Sudamerica e ha imparato l'italiano in tv ascoltando le interviste ai calciatori. Crede che il calcio sia una metafora della vita. Non è un mostro di bravura domestica, ma in compenso è allegra ed esuberante. Quando i suoi genitori arrivano dal Sudamerica, costringe il suo datore di lavoro a recitare la parte del marito e obbliga Anna a interpretare il ruolo della domestica.
- Marco Bonfanti, interpretato da Vincenzo Crivello. È il negoziante di fiducia della famiglia; molto furbo, cerca sempre di trovare un modo per fare soldi utilizzando espedienti di ogni tipo. Passa il tempo a camuffare le date di scadenza dei prodotti e a leggere gli scontrini fiscali. Il suo sogno nel cassetto è quello di avere una catena di supermarket. Il suo più caro amico è Lorenzo, di cui è anche il maestro di vita e guida spirituale.

## Episodi
La serie televisiva è andata in onda per la prima volta in Italia su Rai 2 dal 13 settembre al 2 novembre 1999.

### La prima cena
Michele, all'insaputa della colf Marcelina, ha deciso che Anna e sua figlia Emanuela andranno a vivere da loro. Non ha avuto però il coraggio di dirlo al figlio Lorenzo. Durante la cena in cui avviene il primo incontro il ragazzo avrà la sorpresa.

### Il trasloco
Anna ed Emanuela si trasferiscono in casa Baldini con tutte le loro cose. Una non troppo pacifica invasione, vissuta da tutti in maniera comicamente traumatica.

### So cosa hai fatto
Lorenzo, vittima della forzata convivenza con Emanuela, escogita - con la complicità dell'amico Marco - uno stratagemma per convincerla a cambiare casa.

### Pittura fresca
Anna, istigata dalla sorella Claudia, convince Michele a ristrutturare la casa. Viene indetta una gara di appalto per assegnare i lavori.

### Ghost
Casa Baldini è animata da strani fenomeni paranormali che colpiscono soprattutto Anna ed Emanuela. Il sospetto è che sia il fantasma della madre di Michele a non gradire le nuove ospiti.